# Еврейский совет Украины
Еврейский совет Украины — одна из старейших национальных организаций СССР и первая на Украине. Своё начало берет от Киевского общества культуры. Организация была образована 22 октября 1988 года при Украинском фонде культуры. Из 23 организаций которые входили в то время в совет, в наши дни она объединяет 160 обществ городского и областного уровня.
Еврейский совет Украины являлся инициатором проведения первых в СССР (а впоследствии и на Украине) выставок с содержанием элементов еврейской тематики экспонировавшись в ряде крупнейших музеев Украины: Национальный музей истории Украины, Национальный музей истории Великой Отечественной войны, Национальный музей литературы Украины, Национальный музей Тараса Шевченко, Музей истории Киева, Музей книгопечатания и книг Украины. Выставки были посвящены героизму евреев в годы войны, о героизме Варшавского гетто, о геноциде евреев, трагедии Бабьего Яра и др. Культурные мероприятия организованные ЕСУ проводились во дворце «Украина», Национальной опере Украины, Национальном академическом драматическом театре им. И. Франко, Украинском доме, Национальной парламентской библиотеке и др.
По инициативе Еврейского совета Украины в Киеве были реализованы памятники Шолом-Алейхему, «Менора», «Расстрелянным детям Бабьего Яра», а также установлены мемориальные доски
Шолом-Алейхему, Голде Меир, Татьяне Маркус, Давиду Гофштейну, Израилю Медовару, Игорю Шамо, Натану Рахлину,
Михаилу Сигалову, Якову Давидзону.
Совет организовал день памяти трагедии Бабьего Яра, который проводится ежегодно с 1989 года, утвердил три почётных звания «Праведник Украины», «Праведник Бабьего Яра», «Дети праведников» и награждает людей соответствующих данным званиям соответствующими дипломами (Украина является единственной среди бывших республик СССР где проходят награждения такого рода). ЕСУ вывел Украину по количеству Праведников на 3 место в Европе (в 1991 г. Советский Союз
был на 17 месте).
С 1999 года газетой «Еврейские вести» проводится конкурс поэтов им. А. И. Кацнельсона (произведения пишутся
на украинском языке) и Л. М. Вишеславского (произведения на русском языке). С 1994 года происходит присвоение звания и вручение дипломов «Почетный деятель Еврейского совета Украины», за бескорыстные поступки и благотворительность, а также установлена премия «Крепкая».
В 1989 году были начаты «Дни памяти Шолом-Алейхема» и стал праздноваться праздник улицы его имени. Ежегодно
проводятся «Дни памяти Бабьего Яра» (29-30 сентября). В эти дни Президент Украины, Председатель
Верховной Рады, Премьер-министр Украины, глава Киевской городской госадминистрации, а тк же дипломаты
возлагают цветы к Монументу жертвам Бабьего Яра. Здесь же проходит митинг памяти жертв трагедии. По еврейскому календарю проводится День памяти расстрелянных евреев с прохождение по «Дороге смерти» — от мотозавода к памятнику «Минора», где также происходит траурный митинг.
По инициативе Совета в Киеве была открыта первая в СССР (29 декабря 1989 года) государственная еврейская библиотека им. О. Шварцмана, начали вестись Курсы еврейского языка (с 28 января 1989 года), основан Кабинет еврейской культуры (с 1 декабря 1990 года), основано Общество «Украина-Израиль», газета «Возрождение», Международный Соломонов университет. Были созданные еврейские группы в Педагогическом институте им. Горького и Институте театрального искусства им. Карпенко-Карого. Инициировано создание в Киеве Музея-квартиры Шолом-Алейхема и Государственного заповедника «Бабий Яр».

## Состав совета
В состав Еврейского совета Украины входят следующие структуры:
1. Фонд «Память жертв фашизма в Украине»
2. Фонд "Память Бабьего Яра» с выставочным залом
3. Редакция газеты «Еврейские вести»
4. Всеукраинская ассоциация ветеранов войны
5. Ассоциация Праведников Бабьего Яра
6. Отдел «Шолом-Алейхем и Украина"
7. Ассоциация ветеранов спорта.
8. Всеукраинский музейный фонд с выставочным залом
9. Центр «Героизм и Холокост»
10. Выставка «Еврейский народ в Великой Отечественной войне»
11. Всеукраинская ассоциация еврейских средств массовой информации
12. Редакция «Еврейская энциклопедия Украины»
13. Редакция «Книги памяти Украины»
14. Редакция «Книга скорби Украины»
15. Служба поиска
16. Отдел выставок
17. Воскресная школа
18. Архив
19. Молодёжный центр
20. Библиотека с литературой на языке идиш, иврите, украинском, русском
21. Клуб творческой интеллигенции
22. Киноклуб и кинолекторий
23. Клуб «киевовед»
24. Литературная студия
25. Газетный фонд

## Партнеры
- Объединённая еврейская община Украины